# Tromégan
Le Tromégan (en russe : Тромъеган) est une rivière de Sibérie en Russie longue de 581 km qui est un affluent droit de l'Ob.

## Géographie
Il coule dans la partie orientale du district autonome des Khantys-Mansis. Son bassin versant a une superficie de 55 600 km2. Il prend sa source dans les collines des Ouvaly de Sibérie. Il reçoit son principal affluent gauche, l'Agan (bien plus abondant que lui car bénéficiant d'un bassin près de trois fois plus étendu) peu avant de confluer avec l'Ob une cinquantaine de kilomètres en amont de Sourgout. L'ensemble de son cours est situé dans la plaine de Sibérie occidentale.

## Affluents
- L'Agan

## Hydrométrie - Les débits à Yermakovo
Le débit du Tromégan a été observé pendant 35 ans (durant la période 1955-1987) à Yermakovo, localité située à 160 kilomètres de son confluent avec l'Ob. 
Le débit inter annuel moyen ou module observé à Yermakovo sur cette période était de 112,67 m3/s pour une surface de bassin étudiée de 13 500 km2, soit seulement 24 % du bassin versant total de la rivière qui en compte 55 600. Ce faible pourcentage s'explique par le fait que le bassin versant de son affluent principal, l' Agan a une superficie bien plus vaste (32 200 km2) et n'est pas inclus dans ces chiffres. La station d'Yermakovo est en effet situé en amont du confluent des deux rivières et ne prend en compte que les débits de la partie supérieure du cours du Tromégan.
La lame d'eau écoulée dans cette partie du bassin atteint le chiffre de 262 millimètres par an, ce qui peut être considéré comme élevé, du moins dans le contexte de la Sibérie occidentale. À titre de comparaison, la lame d'eau de la Seine à Paris est de 210 millimètres. 
Comme la plupart des cours d'eau du tiers nord du bassin de l'Ob, le Tromégan présente des fluctuations saisonnières assez modérées. Les grosses crues se déroulent au printemps, en mai et en juin (avec un maximum en juin) et résultent de la fonte des neiges. En juillet, le débit baisse fortement, puis se stabilise pour se maintenir à un niveau très consistant tout au long du reste de l'été et au début de l'automne, sous l'effet des précipitations sous forme de pluie. En novembre puis décembre survient une nouvelle chute de débit, menant à la période des basses eaux. Celles-ci sont liées à l'hiver russe et à ses importantes gelées ; la rivière atteint alors son minimum, ou étiage, période allant de décembre à avril inclus. 
Le débit moyen mensuel observé en mars (minimum d'étiage) est de 31,81 m3/s, soit environ 9 % du débit moyen du mois de juin (362 m3/s), ce qui souligne l'amplitude, assez modérée pour la Sibérie, des variations saisonnières. À titre de comparaison, ce pourcentage est de 18 % pour la Seine à Paris. Sur la durée d'observation de 33 ans, le débit mensuel minimal a été de 16,7 m3/s (avril 1969), tandis que le débit mensuel maximal s'élevait à 573 m3/s en juin 1976.
En ce qui concerne la période estivale, la plus importante car libre de glaces (de juin à septembre inclus), le débit mensuel minimum observé a été de 50,60 m3/s en août 1971, ce qui restait encore fort abondant.

### Débits cumulés Tromégan-Agan
Le débit inter annuel moyen cumulé des deux rivières était de 388 m3/s pour une surface de bassin étudiée de 43 300 km2, soit 77,5 % du bassin versant total du Tromégan qui en compte 55 600. 
Le débit mensuel minimal observé a été de 65,2 m3/s (avril 1969), ce qui restait remarquablement abondant pour un cours d'eau du nord sibérien. 
La lame d'eau écoulée dans cette partie du bassin atteint dès lors le chiffre de 281 millimètres par an.